# (5236) Yoko
Pour les articles homonymes, voir Yoko.
(5236) Yoko est un astéroïde de la ceinture principale découvert le 10 octobre 1990 par les astronomes japonais Yoshikane Mizuno et Toshimasa Furuta. Sa désignation provisoire était 1990 TG3.